# Мови Нідерландів

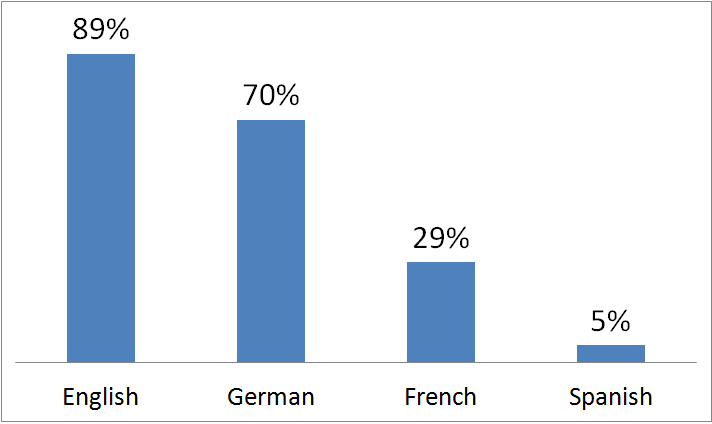
Знання іноземних мов у Нідерландах, у відсотках населення старше 15 років, 2006 р. Дані взяті з опитування ЄС.

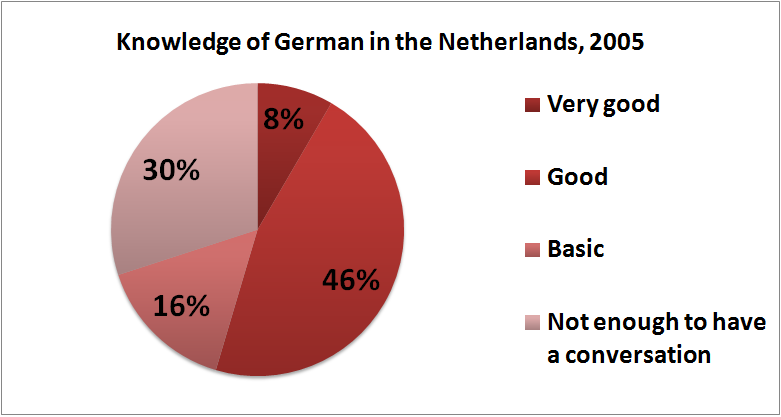
Знання німецької мови в Нідерландах 2005 р. За даними Eurobarometer: 70 % респондентів зазначили, що знають німецьку мову достатньо добре, щоб вести розмову. Із цих 12 % (відсотки, а не процентні пункти) повідомили про дуже добре знання мови, тоді як 22 % мали хороші знання та 43 % базові навички німецької мови.

Переважною мовою Нідерландів є нідерландська, якою говорять і пишуть майже всі жителі Нідерландів. Нідерландською мовою також розмовляють і є офіційною на Арубі, Бонайре, Бельгії, Кюрасао, Сабі, Сінт-Естатіусі, Сінт-Мартені та Суринамі. Це західногерманська, нижньофранкська мова, яка виникла в ранньому середньовіччі (прибл. 470 р.) і була стандартизована в 16 столітті.
- Західнофризька мова є однією з офіційних у провінції Фрисландія. Західнофризькою розмовляють 453 000 носіїв.[9]
- Англійська мова є офіційною мовою в спеціальних муніципалітетах Саба та Сінт-Естатіус (Острови БЕС), а також в автономних штатах Кюрасао та Сінт-Мартен. Вона широко поширена на островах Саба та Сінт-Естатіус. На островах Саба та Сент-Естатіус більшість навчання ведеться лише англійською мовою, а в деяких є двомовні англо-голландські школи. 90-93 % голландців також можуть говорити англійською мовою як іноземною. (див. також: Англійська мова в Нідерландах)
- Пап'яменто є офіційною мовою в спеціальному муніципалітеті Бонайре. Вона також є рідною мовою в автономних штатах Кюрасао та Аруба.
- Декілька діалектів голландської нижньосаксонської мови поширені на більшій частині північного сходу країни та визнані регіональними мовами відповідно до Європейської хартії регіональних мов або мов меншин. Нижньосаксонською мовою розмовляють 1 798 000 носіїв.
- Іншим нижньофранкським діалектом є лімбурзький, яким розмовляють у південно-східній провінції Лімбург. Лімбурзькою мовою розмовляють 825 000 носіїв. Хоча існують рухи за визнання лімбурзької мови офіційною (з різним успіхом, оскільки раніше її визнавали регіональною мовою), лімбурзька мова складається з багатьох різних діалектів, які мають деякі спільні аспекти, але є досить відмінними.[10]

Однак і нижньосаксонська, і лімбурзька мови поширилися через голландсько-німецький кордон і належать до спільного голландсько-німецького діалектного континууму.
У Нідерландах також є окрема голландська жестова мова, яка називається Nederlandse Gebarentaal (NGT). Нею послуговуються 17,5 тис. користувачів, у 2021 році отримала статус визнаної мови.
Від 90 % до 93 % населення розмовляють англійською, 71 % — німецькою, 29 % — французькою та 5 % — іспанською.

## Мовименшин, регіональні мови та діалекти в Бенілюксі
Різновиди в Нідерландах можна згрупувати в основну нижньофранкську групу, одну навколо Алмере та інші. Лімбург розділений на невелику територію навколо Верта, велику територію до Венло та територію на північ від нього. Існує ще одна велика група: нижньосаксонська мова, розділена на три області. Урк окремо. Фрисландія є місцем для багатьох отриманих груп. Їх можна розділити на фризьку, архаїчну фризьку (Гінделопен, Схірмонніког та острів Терсхеллінг), фризьо-франконські різновиди (фризькі міста, Мідсланд, острови Амеланд та Хет Більдт) та фризо-саксонські (у Стеллінгверфі і також Вестервартіері). Можливе кластерування включає такі можливі категорії, які досі не згадувалися: Зеландія та Центральний Гелдерланд. Мідсланд, острів Амеланд і Гет Більдт можна згрупувати разом. Леуварден і, можливо, Снек можна згрупувати разом. Доккум, Ставорен, Коллюм і, можливо, Геренвен можуть мати окремі типи.

### Західнофризька
Західнофризька мова є офіційною мовою в нідерландській провінції Фрисландія (Fryslân по-західнофризьки). Уряд провінції Фризія є двомовним. Із 1996 року західнофризьку мову було визнано офіційною мовою меншин у Нідерландах відповідно до Європейської хартії регіональних мов або мов меншин, хоча уряд Нідерландів визнав її другою державною мовою (tweede rijkstaal) із офіційним статусом у Фрисландії, з 1950-х років.
Взаємна зрозумілість голландської та фризької мов при читанні обмежена. Тест Клоуз у 2005 році показав, що носії нідерландської мови розуміють 31,9 % газет західнофризькою мовою, 66,4 % газет на африкаанс і 97,1 % газет голландською мовою.
- Західнофризька мова
  - Вуд фризький
  - Клей фризький
  - Нордгук
  - Зюайдвестгук
  - Гінделопер
  - Вестерс
  - Астерс
  - Схірмоннікозький діалект

### Нижньосаксонська
- Північносаксонський діалект
  - Гронінгенсько—східнофризький
    - Колумерпомпстерс
    - Гоґеландстерс
    - Олдамбстерс
    - Вестерволдс
    - Фінколоніалс
    - Стадсґронінґс
    - Норденвельд (Норд-Дрентс)
- Вестфальський діалект
  - Вестерквартірс
  - Мідден-Дрентс
  - Зейд-Дрентс
  - Стелінгверфський діалект
  - Гелдерс-Оверайселс
    - Уркський діалект
    - Саландс
    - Ахтергукський діалект

  - Твентський діалект
    - Ост-Твентс
    - Фрізефейнс (це фактично окремий діалект через вестфальський вплив)

  - Твентс-Графсчепс
  - Фелюський діалект
    - Ост-Велюс
    - Вест-Велюс

### Нижня Франконія
- Фризькі змішані діалекти
  - Міський фризький діалект
  - Мідлендс
  - Амелендс
  - Білдтс
- Центральноголландські діалекти
  - Західнофрисландський діалект
    - Материковий західнофрисландський
    - Острівний західнофрисландський

  - Голландський діалект
    - Кеннемерландич
    - Заанс
    - Ватерлендич
    - Амстердамс
    - Странд-Голландс
    - Гааґс
    - Роттердамс
    - Утрехтс-Албласервардс
    - Вестгукс

  - Північнонижньофранкський діалект
    - Рівірландс
    - Лімерс
    - Неймеґс

  - Центральний північний Брабант
- Зеландсько-західнофламандський діалект (включаючи Французько-західнофламандський діалект)
  - Зеландич
  - Бургер-Зіувс
  - Прибережний західнофламандський
  - Континентальний західнофламандський
- Східнофламандські діалекти
- Клеверландс
  - Північнолімбурзький
- Брабантські діалекти
  - Північно-західний брабантський
  - Східнобрабантський
  - Кемпенбрабантський
  - Південнобрабантський
- Лімбурзька мова
  - Західнолімбурзький
  - Центральнолімбурзький
  - Південно-східнолімбурзький

### Центрально-франконський
- Рипуарські діалекти
  - Керкрадський діалект[15]
  - Ваальський діалект[16]

Рипуарський діалект не визнаний регіональною мовою Нідерландів.

## Планові мови
Центральний офіс Усесвітнього есперантського об'єднання розташований у Роттердамі.

## Позначення
- Taal in Nederland .:. Fries. taal.phileon.nl. Процитовано 23 серпня 2017.
- Taal in Nederland .:. Nedersaksisch. taal.phileon.nl. Процитовано 23 серпня 2017.
- Taal in Nederland .:. Limburgs. taal.phileon.nl. Процитовано 23 серпня 2017.